# Фејкер
Ли Санг-хјок (енгл. Lee Sang-hyeok; рођен 7. мај 1996), познатији као Фејкер (енгл. Faker), је професионални League of Legends играч из Јужне Кореје.

## Биографија
Претходно знан под именом "GoJeonPa" на корејском серверу, Фејкер своју каријеру почиње 2013. године у Корејској лиги LCK играјући за тим СК Телеком Т1 (енгл. SKT Telecom T1) узимајући позицију у тиму коју и дан данас има.
Фејкер је познат по својим високим механичим способностима и разноврсности у игри. Познат је по херојима попут ЛеБланк (енгл. LeBlanc), Зед (енгл. Zed), Синдра (енгл. Syndra), Азир (енгл. Azir), Ари (енгл.Ahri) и Рајз (енгл. Ryze). Први је играч који је имао 1,000 и 2,000 убистава, тзв. килова (енгл. Kill) у ЛЦК и други играч са преко 500 одиграних партија.
Фејкер је један од два играча који су освојили League of Legends светско првенство тзв. Worlds три пута, успевши то 2013, 2015. и 2016. године. Такође је однео титулу и на All Stars у Паризу 2014. године, Mid-Season Invitational, популарни МСИ турнир 2016. и 2017. године. Фејкер је у својој досадашњој каријери зарадио $1,254,240.23 само од турнира, и рангиран је на 64. месту што се зараде тиче од свих е-Спортиста. Опште је познат као један од најбољих, ако не и најбољи играч свих времена. Власник је 3 властита скина које је игрица избацила у његово име након освајања 3 светска првенства, СКТ Т1 Зед (2013) (енгл. SKT T1 Zed), СКТ Т1 Рајз (2015) (енгл. SKT T1 Ryze и СКТ Т1 Синдра (2016) (енгл. SKT T1 Syndra).
Фејкер је постао сувласник Т1 тима почетом 2020. године.

## Приватни живот
Фејкер је рођен у Сеулу 7. маја,1996. године. Он и његов брат одгајани су од стране њихове баке и њиховог оца, у Гангсео дистрикту, у Сеулу. Фејкер је одувек волео пузле и видео игрице, често је играо измењене мапе за Warcraft III: Reign of Chaos током тинејџерских година. Он је открио League of Legends крајем 2011. године, и убрзо је постао вешт у игри. Похађао је средњу школу, али је одустао да би се прикључио СКТ Т1 К и да би наставио каријеру у еспорту.